# Sphaerocardamum divaricatum
Sphaerocardamum divaricatum är en korsblommig växtart som först beskrevs av Reed Clark Rollins, och fick sitt nu gällande namn av Reed Clark Rollins. Sphaerocardamum divaricatum ingår i släktet Sphaerocardamum och familjen korsblommiga växter. Inga underarter finns listade i Catalogue of Life.